# Musafirkhana
Musafirkhana es un pueblo y tehsil situado en el distrito de Amethi en el estado de Uttar Pradesh (India). Su población es de 7999 habitantes (2011). Se encuentra a 32 km al noroeste de Amethi, a 27 km de Nihalgarh y a 20 km de Jagdishpur.

## Demografía
Según el  censo de 2011 la población de Musafirkhana era de 7999 habitantes, de los cuales 4143 eran hombres y 3856 eran mujeres. Musafirkhana tiene una tasa media de alfabetización del 73,5%, superior a la media nacional del 67,68%: la alfabetización masculina es del 79,7%, y la alfabetización femenina del 66,7%.